# Национална информационна агенция на Узбекистан
Национална информационна агенция на Узбекистан (на узбекски: Oʻzbekiston Milliy axborot agentligi / Ўзбекистон Миллий ахборот агентлиги) е централната държавна информационна агенция на Узбекистан. Тя е най-старата информационна агенция в Узбекистан и в цяла Централна Азия. От август 2017 г. генерален директор на агенцията е известният филолог, литературен критик и журналист Абдусаид Кучимов. Главният офис на агенцията се намира в град Ташкент. Има и кореспонденти на агенцията в регионите и градовете на Узбекистан.
През есента на 1918 г. в Ташкент е открит клон на Руската телеграфна агенция (РОСТА). Няколко години по-късно този клон е трансформиран в Узбекска телеграфна агенция (УзТАГ) като част от Телеграфната агенция на Съветския съюз (ТАСС). След разпадането на СССР и независимостта на Узбекистан, на 5 февруари 1992 г. С указ на президента на Република Узбекистан Ислам Каримов, Информационната агенция на Узбекистан е реорганизирана в Национална информационна агенция на Узбекистан.
Официалният уебсайт и новините на агенцията са достъпни на узбекски (версии на латиница и кирилица), руски, английски, арабски, испански, френски, немски, китайски и казахски.
Националната информационна агенция на Узбекистан е една от най-авторитетните информационни агенции в Узбекистан, основният източник на официални новини. Според някои доклади това е най-голямата информационна агенция в Централна Азия.